# Семёно-Красилово
Семено-Красилово — село в Кытмановском районе Алтайского края. Административный центр Семёно-Красиловского сельсовета

## История
Согласно архивным данным, возникло в 1720 г. Название оно носит по фамилии первого поселенца Семёна Красилова, избравшего место для поселения на берегу реки Каменка, где были сосредоточены хорошие угодия для ведения хозяйства.
В . с Семено — Красилово стало входить в центр Верх — Чумышской волости. В волостной центр село входило до 1924 г., то есть до районирования. С.Семено — Красилово стало входить переименованного в 1933 г. в Кытмановский район.
Первый Совет депутатов в с. Семено—Красилово был избран в марте 1918 года. По решению Причернского краевого съезда Советов, состоявшегося на освобожденной от колчаковщины территории 5-6 декабря . в с. Сорокино, Совет Причернского края был переименован в Алтайский краевой Совет с резиденцией в селе Верх — Чумышское (Кытманово), существовал он до января 1920 года. 6 мая 1920 года (после полного освобождения Алтая от колчаковцев) в селе Семено—Красилово впервые состоялось общее собрание сельского общества, приветствовавшие восстановление Советской власти.
На собрании Семено—Красиловской партийной ячейки от 27 августа . рассматривался вопрос о выборах в сельский Совет.
Избранный Совет назывался Семено—Красиловским сельским Советом рабочих крестьянских и солдатских депутатов Верх — Чумышской волости Барнаульского уезда Алтайской губернии.
В 1925 году Семено—Красиловский сельский совет, Верх—Чумышского, Барнаульского округа, Сибирского края. А с 4 декабря 1939 года в соответствии с Конституцией 1936 года сельский Совет стал именоваться Семено—Красиловским сельским Советом депутатов трудящихся Кытмановского района Алтайского края.
В него входили населённые пункты: с. Семено — Красилово, с. Каменка, с. Ивановка. В 1954 г. сельский Совет был укрупнен за счет ликвидации Ново — Озернинского сельского совета. В состав Семено — Красиловского сельского совета вошли села: Ново — Озерная, Ново — Дуплинка.
В 1962 году был ликвидирован Ново-Озернинский сельский совет из Семено — Красиловского сельского совета в состав Кытмановского сельского совета.
До . на территории Семено — Красиловского сельского совета действовали колхозы им. Молотова, «Борцы за коммунизм» и «Майское утро»
В 1957 году колхоз им. Молотова был переименован в колхоз «Октябрь».
В 1962 году к колхозу «Октябрь» присоединился колхоз «Восход» (с. Ивановка, до 1975 г. колхоз им. Ворошилова)
В 1963 году были присоединены колхозы «Борцы за коммунизм» и «Майское утро» с. Каменка.
В феврале 1985 года с. Ивановка было ликвидировано в связи с тем, что все жители села были перечислены на центральную усадьбу с. Семено — Красилова.
Первым председателем колхоза «Октябрь» был Дурманов Николай Моисеевич
С 1963 г.-1974 г. Шишкин Иван Степанович
С 1974 г. — 1986 г. Воронцов Анатолий Михайлович
С 1986 г. — 1991 г. Красилов Владимир Федорович
С 1991 г. — 1994 г. Рыгалов Александр Алексеевич
С 1994 г. — 1997 г. Шеффер Владимир Васильевич
С 1997 г. — Гилев Николай Кузьмич

## Население
| 1926 | 1997 | 1998 | 1999 | 2000 | 2001 | 2002 | 2003 | 2004 | 2005 | 2006 |
| ---- | ---- | ---- | ---- | ---- | ---- | ---- | ---- | ---- | ---- | ---- |
| 1786 | ↘686 | ↗691 | →691 | ↘689 | ↘655 | ↘607 | ↘603 | ↘595 | ↘546 | ↘538 |
| 2007 | 2008 | 2009 | 2010 | 2011 | 2012 | 2013 |      |      |      |      |
| ↗563 | ↘551 | ↘523 | ↘502 | →502 | ↘501 | ↘493 |      |      |      |      |